# Turok: Rage Wars
Turok: Rage Wars, se trata de um jogo de tiro em primeira pessoa com o foco voltado no modo multiplayer, baseado em jogos como Quake III: Arena e Unreal Tournament. O jogo suporta até quatro jogadores, que podem ser tanto bots (jogadores controlados pela maquina), quanto jogadores reais. Turok: Rage Wars saiu para o Nintendo 64 em 1999 e, foi o terceiro título da série Turok, lançado entre Turok 2: Seeds of Evil e Turok 3: Shadow of Oblivion. Além do Nintendo 64, também houve uma versão para o Game Boy Color lançada no ano seguinte.